# 争取工人自由联盟
争取工人自由联盟（英語：Alliance for Workers' Liberty，缩写为AWL）是英国的一个托洛茨基主义组织。
该组织起源于1966年成立的工人战斗。1968年，工人战斗加入国际社会主义者，成为它的一个派别，并更名为托洛茨基主义倾向。1971年12月，托洛茨基主义倾向被驱逐出国际社会主义者。1975年底，托洛茨基主义倾向与较小的托派团体工人力量（原为国际社会主义者的一个派别）合并为国际—共产主义联盟。1976年，原“工人力量”的三分之二成员因为反对推行“打入主义”战略、加入工党而退出国际—共产主义联盟。1978年，国际—共产主义联盟成员大量渗透入工党开展活动。1981年，国际—共产主义联盟与也已经进入工党内部活动的工人社会主义联盟合并，新形成的组织也取名为工人社会主义联盟。工人社会主义联盟主要通过社会主义组织者联盟开展活动。1990年，社会主义组织者联盟的刊物《社会主义组织者》被工党领导层禁止出版。社会主义组织者联盟自行解散，作为对这一事件的回应。1992年，原《社会主义组织者》编辑部成员创建了一个新组织，取名为争取工人自由联盟。
该组织的政治立场是极左翼。该组织的领导机构是执行委员会。该组织的总部位于伦敦。该组织出版报纸《团结》。
争取工人自由联盟与工人自由澳大利亚保持联系，在波兰的“革命左翼潮流”和美国的团结社内部拥有支持者。该组织还与构成法国新反资本主义党左翼的团体一起开展工作，与伊拉克和伊朗的工人共产主义党派保持合作。该组织与法国的“火花”（原为工人斗争的一个派别）、伊朗革命马克思主义倾向、土耳其的“马克思主义态度”也有联系。以上组织都曾在“马克思主义复兴”网站上发表文章。